# Валя (селище при залізничній станції)
Валя (рос. Валя) — селище залізничної станції у Тихвінському районі Ленінградської області Російської Федерації.
Населення становить 72 особи. Належить до муніципального утворення Цвильовське сільське поселення.

## Історія
Населений пункт розташований на історичній Новгородській землі, знищеній Московським царством у 15 столітті.
Згідно із законом від 1 вересня 2004 року № 52-оз належить до муніципального утворення Цвильовське сільське поселення.

## Населення
| 1928 | 1961 | 1997 | 2002 | 2007 | 2010 |
| ---- | ---- | ---- | ---- | ---- | ---- |
| 336  | ↘151 | ↘81  | ↗104 | ↘75  | ↘72  |